# ロシア語圏
ロシア語圏（ロシアごけん、英: Russian-speaking world）は、ロシア語が公用語や準公用語として設定され、その地域で重要な言語の一つとなっている国・地域の総称。かつてソビエト連邦であった地域 (CIS) が、ロシア語圏になっている場合が多い。

## ロシア語を主要な言語とする国・組織

ロシア語を公用語とする国・地域

### 公用語とする国・組織

#### 国
- ロシア
- カザフスタン
- キルギス
- ベラルーシ

#### 組織
- 国際連合
- 国際原子力機関

### 公用語ではないが広く話されている国
- アゼルバイジャン
- アルメニア
- イスラエル
- ウクライナ
- ウズベキスタン
- エストニア
- ジョージア
- タジキスタン
- トルクメニスタン
- フィンランド
- モルドバ
- ラトビア
- リトアニア

## 参照
- 独立国家共同体
- ロシア語話者の地理的分布（英語版）